# Municipio de Seney
El municipio de Seney (en inglés: Seney Township) es un municipio ubicado en el condado de Schoolcraft en el estado estadounidense de Míchigan. En el año 2010 tenía una población de 119 habitantes y una densidad poblacional de 0,21 personas por km².

## Geografía
El municipio de Seney se encuentra ubicado en las coordenadas 46°24′19″N 86°0′13″O / 46.40528, -86.00361. Según la Oficina del Censo de los Estados Unidos, el municipio tiene una superficie total de 558.14 km², de la cual 550,71 km² corresponden a tierra firme y (1,33 %) 7,42 km² es agua.

## Demografía
Según el censo de 2010, había 119 personas residiendo en el municipio de Seney. La densidad de población era de 0,21 hab./km². De los 119 habitantes, el municipio de Seney estaba compuesto por el 94,96 % blancos, el 2,52 % eran amerindios y el 2,52 % eran de una mezcla de razas. Del total de la población el 0,84 % eran hispanos o latinos de cualquier raza.